# آرگایل (کنتاکی)
آرگایل (به انگلیسی: Argyle) یک منطقهٔ مسکونی در ایالات متحده آمریکا است که در شهرستان کیسی، کنتاکی واقع شده است. آرگایل ۳۶۹٫۱۲ متر بالاتر از سطح دریا واقع شده است.